# Uniwersytet Centralnego Lancashire
Uniwersytet Centralnego Lancashire, Uniwersytet Środkowego Lancashire (ang. University of Central Lancashire) – brytyjski uniwersytet publiczny znajdujący się w Preston. Do stycznia 2007 miał on dodatkowe kampusy w Carlisle i Penrith, przejęte przez powstały w tym samym roku Uniwersytet Kumbrii (University of Cumbria).
Został założony 7 października 1828 jako Institution for the Diffusion of Knowledge. Przed 1992, od 1 września 1973, uczelnia funkcjonowała pod nazwą Preston Polytechnic, a potem Lancashire Polytechnic (od 1984). Jeszcze wcześniej nosiła nazwy Harris College oraz The Harris Institute.